# Operator (matematika)
Operátor je drugo ime za matematično operacijo. Ime operator uporabljamo zlasti za operacije nad matematičnimi objekti, ki niso števila - npr. za operacije nad funkcijami, vektorji ipd. Za operacije nad števili je bolj uveljavljeno ime aritmetične operacije (vendar nekateri avtorji uporabljajo tudi ime aritmetični operatorji).

## Zgledi operatorjev
Tipični operator v linearni algebri je linearni operator.
V analizi je zgled za operator lahko diferencialni operator, ki posploši odvod, ali integralski operator, ki je posplošitev integrala.
Velikokrat je operator funkcija, ki deluje na funkcije in tvori druge funkcije v smislu, ki ga je uporabljal Oliver Heaviside. Operator je lahko posplošitev takšne funkcije kot v linearni algebri, kjer terminologija kaže na izvor področja v operacijah na funkcijah, ki so rešitve diferencialnih enačb. Operator je nekaj dinamičnega, ki spremeni nekaj v nekaj drugea - odtod tudi ime. To sicer ni formalna definicija operatorja, temveč le eden od pogledov nanj.
Nekaj posebnih matematičnih operatorjev:
- Laplaceov operator
- Hamiltonov operator
- operator nabla (glej: gradient)